# Prognatorhynchus campylostylus
Prognatorhynchus campylostylus är en plattmaskart som beskrevs av Tor Karling 1947. Prognatorhynchus campylostylus ingår i släktet Prognatorhynchus, och familjen Gnathorhynchidae. Arten är reproducerande i Sverige.